# مایکل فن در ورف
مایکل فن در ورف (انگلیسی: Maikel van der Werff؛ زادهٔ ۲۲ آوریل ۱۹۸۹) بازیکن فوتبال اهل پادشاهی هلند است.
از باشگاه‌هایی که در آن بازی کرده‌است می‌توان به باشگاه فوتبال پک زووله، باشگاه فوتبال ویتس‌آرنهم، باشگاه فوتبال ولندام، و باشگاه فوتبال سینسیناتی اشاره کرد.